# Thevenetimyia hirta
Thevenetimyia hirta är en tvåvingeart som först beskrevs av Friedrich Hermann Loew 1876.  Thevenetimyia hirta ingår i släktet Thevenetimyia och familjen svävflugor.
Artens utbredningsområde är Grekland. Inga underarter finns listade i Catalogue of Life.